# Monica Geller
Monica E. Geller är en fiktiv rollfigur i den amerikanska situationskomedin och tv-serien Vänner och spelades av Courteney Cox under åren 1994–2004. Hon är 34 år när serien går in på den tionde och sista säsongen. Hon är lillasyster till Ross Geller och dotter till Judy och Jack Geller. Hon gick på Lincoln High tillsammans med bästisen Rachel Green. Hon är pedantisk och helt besatt av hur hennes lägenhet ser ut, speciellt vad gäller städningen. Den personligheten förstärks mer och mer allt eftersom serien går vidare. I ett avsnitt avslöjas att hon kategoriserar sina handdukar i elva olika sektioner, till exempel Användning varje dag, Gäster, Snobbiga och Snobbiga gäster. 
Monica är kock till yrket och har nästan hela sitt liv varit beroende av och tävlingsinriktad kring matlagning.